# C. Auguste Dupin

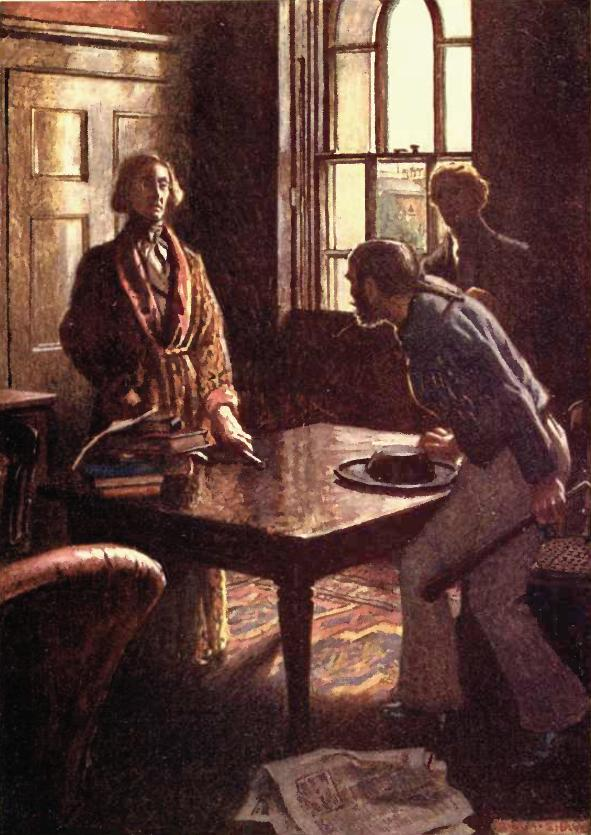
O detetive Dupin confronta o marinheiro numa passagem de "Os assassinatos da Rua Morgue". Ilustração de 1909 Byam Shaw

C. Auguste Dupin é um detetive fictício criado por Edgar Allan Poe. Dupin aparece pela primeira vez no livro Os Assassinatos da Rua Morgue, e é muitas vezes considerado o primeiro detetive da ficção. Dupin foi o precursor dos detetives da literatura, incluindo Sherlock Holmes, sem favor nenhum, o mais famoso.
Dupin mora em Paris com um amigo próximo, um narrador anônimo de suas aventuras (note a relação de Sherlock Holmes e Watson). Leva o título de Chevalier, ou seja, ele é um Cavaleiro na Légion d'honneur.
Aparece em três histórias de Poe:
- Os Assassinatos da Rua Morgue (1841)
- O Mistério de Marie Rogêt (1842)
- A Carta Roubada (1844)

Dupin não é de fato um detetive profissional, e suas motivações mudam ao longo das histórias. Ele investiga Os Assassinatos na Rua Morgue por diversão e para provar a inocência de um homem acusado injustamente, não aceitando recompensas. Em A Carta Roubada Dupin sai propositalmente em busca de recompensa.